# Belisana (geslacht)
Belisana is een geslacht van spinnen uit de familie trilspinnen (Pholcidae). De typesoort van het geslacht is Belisana tauricornis.

## Soorten
Het geslacht kent de volgende soorten:
- Belisana airai Huber, 2005
- Belisana akebona (Komatsu, 1961)
- Belisana aliformis Tong & Li, 2008
- Belisana amabilis (Paik, 1978)
- Belisana ambengan Huber, 2005
- Belisana anhuiensis (Xu & Wang, 1984)
- Belisana aninaj Huber, 2005
- Belisana apo Huber, 2005
- Belisana australis Huber, 2001
- Belisana banlakwo Huber, 2005
- Belisana bantham Huber, 2005
- Belisana benjamini Huber, 2005
- Belisana bohorok Huber, 2005
- Belisana daji Chen, Zhang & Zhu, 2009
- Belisana davao Huber, 2005
- Belisana desciscens Tong & Li, 2009
- Belisana dodabetta Huber, 2005
- Belisana doloduo Huber, 2005
- Belisana douqing Chen, Zhang & Zhu, 2009
- Belisana erawan Huber, 2005
- Belisana exian Tong & Li, 2009
- Belisana fiji Huber, 2005
- Belisana floreni Huber, 2005
- Belisana flores Huber, 2005
- Belisana forcipata (Tu, 1994)
- Belisana fraser Huber, 2005
- Belisana freyae Huber, 2005
- Belisana gedeh Huber, 2005
- Belisana gyirong Zhang, Zhu & Song, 2006
- Belisana hormigai Huber, 2005
- Belisana huberi Tong & Li, 2008
- Belisana inthanon Huber, 2005
- Belisana jimi Huber, 2005
- Belisana junkoae (Irie, 1997)
- Belisana kaharian Huber, 2005
- Belisana kendari Huber, 2005
- Belisana ketambe Huber, 2005
- Belisana keyti Huber, 2005
- Belisana khaosok Huber, 2005
- Belisana khaoyai Huber, 2005
- Belisana khieo Huber, 2005
- Belisana kinabalu Huber, 2005
- Belisana lamellaris Tong & Li, 2008
- Belisana leclerci Huber, 2005
- Belisana leumas Huber, 2005
- Belisana leuser Huber, 2005
- Belisana limpida (Simon, 1909)
- Belisana mainling Zhang, Zhu & Song, 2006
- Belisana maogan Tong & Li, 2009
- Belisana marena Huber, 2005
- Belisana marusiki Huber, 2005
- Belisana nahtanoj Huber, 2005
- Belisana nomis Huber, 2005
- Belisana nujiang Huber, 2005
- Belisana phurua Huber, 2005
- Belisana pianma Huber, 2005
- Belisana pranburi Huber, 2005
- Belisana ranong Huber, 2005
- Belisana ratnapura Huber, 2005
- Belisana rollofoliolata (Wang, 1983)
- Belisana sabah Huber, 2005
- Belisana sandakan Huber, 2005
- Belisana sarika Huber, 2005
- Belisana scharffi Huber, 2005
- Belisana schwendingeri Huber, 2005
- Belisana sepaku Huber, 2005
- Belisana strinatii Huber, 2005
- Belisana sumba Huber, 2005
- Belisana tambligan Huber, 2005
- Belisana tauricornis Thorell, 1898
- Belisana tongle Zhang, Chen & Zhu, 2008
- Belisana wau Huber, 2005
- Belisana xishui Chen, Zhang & Zhu, 2009
- Belisana yadongensis (Hu, 1985)
- Belisana yalong Tong & Li, 2009
- Belisana yanbaruensis (Irie, 2002)
- Belisana yanhe Chen, Zhang & Zhu, 2009
- Belisana yap Huber, 2005
- Belisana zhangi Tong & Li, 2007